# Colégio do Caraça
O Colégio do Caraça foi um colégio brasileiro cujo conjunto arquitetônico e paisagístico é atualmente tombado.

## História
D. João VI entrega as terras e o eremitério à Congregação da Missão (Padres Lazaristas), cujos primeiros membros - Padres Leandro Rebelo Peixoto e Castro e Antônio Ferreira Viçoso - chegaram ao Brasil em 1820. De imediato, os padres transformam o eremitério em Colégio.
Aqui começa a época de glória da Serra do Caraça. O Colégio se caracterizou por sua seriedade e disciplina. Com períodos de pleno desenvolvimento, mas igualmente com fases de decadência, tornou-se referência do ensino para a elite de todo o Brasil. Dois futuros presidentes da República aí fazem seus estudos - Afonso Pena e Artur Bernardes - e outros tantos ex-alunos se tornaram governadores de estado, senadores e deputados, altas autoridades eclesiásticas.
No século XIX, o colégio foi visitado pelos Imperadores Dom Pedro I e Dom Pedro II, cujas impressões ainda podem ser vistas no Museu do Colégio ou ainda na Biblioteca.
Na segunda metade do século XIX, a velha Igreja do Irmão Lourenço, que se tornara demasiado pequena para o número de alunos do Colégio é substituída por outra, mais ampla, em estilo neogótico. Nela se pode contemplar a gigantesca e magnífica tela com o tema da "Última Ceia" do pintor mineiro Mestre Manuel da Costa Ataíde. Aí se encontram igualmente o corpo embalsamado de São Pio Mártir, um soldado romano martirizado, belos vitrais de procedência francesa e o órgão de tubos instalado pelo padre Luís Boavida, marceneiro e músico.
No início do século XX, o Colégio é transformado em "Escola Apostólica" (seminário) da Congregação da Missão.  O Santuário foi tombado pelo IPHAN em 1955, conforme o Livro Histórico - Inscrição: 309, 27.01.1955 e Livro Arqueológico, Etnográfico e Paisagístico - Inscrição 015-A , 27.01.1955.
O Colégio funcionou até 1968, quando um incêndio destruiu parte das instalações destinadas aos alunos. Tal sinistro destruiu igualmente parte do precioso acervo da Biblioteca.
No lugar do  prédio queimado foi, permanecendo a estrutura danificada, construído, em 2002, e alojado um curioso museu da vida colegial e a preciosa biblioteca, que conta no seu acervo com obras únicas dos séculos XVI, XVII, XVIII e XIX.